# دار العقبة (إب)

تعديل مصدري - تعديل

دار العقبة محلة تابعة لقرية الممسا الداخل، التابعة لعزلة حرد بمديرية إب إحدى مديريات محافظة إب في الجمهورية اليمنية.بلغ تعداد سكانها 39 حسب تعداد اليمن لعام 2004.